# Marcell Nagy
Marcell Nagy (Budapest, 21 aprile 1991) è un attore ungherese, noto soprattutto per il suo ruolo di protagonista del film Senza destino.

## Biografia
Nato a Budapest, nel 2003 venne scelto come interprete della miniserie televisiva I ragazzi della via Pál. Due anni dopo ottenne il ruolo da protagonista della pellicola Senza destino, tratto dal romanzo autobiografico Essere senza destino del vincitore del Premio Nobel per la letteratura del 2002 Imre Kertész. Nel 2012 tornò ad essere protagonista di un altro lungometraggio, Tüskevár, e tre anni dopo prese parte al film The Dead Poet.

## Filmografia

### Cinema
- Senza destino, di Lajos Koltai (2005)
- Tüskevár, di György Balogh (2012)
- The Dead Poet, di Pater Sparrow (2015)
- 1945, di Ferenc Török (2017)

### Televisione
- I ragazzi della via Pál, di Maurizio Zaccaro (2003)

## Doppiatori italiani
- Flavio Aquilone in Senza destino